# Pakistan op de Olympische Zomerspelen 2000
Pakistan nam deel aan de Olympische Zomerspelen 2000 in Sydney, Australië. Er werden geen medailles gewonnen.

## Deelnemers en resultaten

### Atletiek
| Olympiër       | Onderdeel | Resultaat | Prestatie                |
| -------------- | --------- | --------- | ------------------------ |
| Maqsood Ahmad  | 200m (m)  | 60e       | serie 6: 8ste in 21,70   |
|                |           |           |                          |
| Shazia Hidayat | 1500m (v) | 40e       | serie 1: 14de in 5.07,17 |

### Boksen
| Olympiër         | Onderdeel   | Resultaat | Prestatie                                                    |
| ---------------- | ----------- | --------- | ------------------------------------------------------------ |
| Haider Ali       | -57kg (m)   | 17e       | 1ste ronde: V van TUR Palyani: 4-5                           |
| Asghar Ali Shah  | -60kg (m)   | 9e        | 1ste ronde: vrij 2de ronde: V van GRE Ouzlian: 15-17         |
| Ghulam Shabbir   | -63,5kg (m) | 17e       | 1ste ronde: V van BRA Santos: scheidsrechterlijke beslissing |
| Usman Ullah Khan | -67kg (m)   | 17e       | 1ste ronde: V van DOM Lorenzo: 4-5                           |

### Hockey
| Olympiër | Onderdeel | Resultaat | Prestatie |
| --- | --------- | --------- | --- |
| Sohail Abbas Waseem Ahmad Ahmed Alam Muhammad Anis Ahmed Kamran Ashraf Atif Bashir Sameer Hussain Tariq Imran Kashif Jawwad Muhammad Nadeem Muhammad Qasim Ali Raza Muhammad Sarwar Muhammad Shafqat Malik Imran Yousuf Irfan Yousuf | mannen    | 4e        | groep A: 1ste G van Canada: 2-2 W van Groot-Brittannië: 8-1 G van Duitsland: 1-1 G van Maleisië: 2-2 W van Nederland: 2-0 halve finale: V van Zuid-Korea: 0-1 bronzen finale: V van Australië: 3-6 |

| Groep A |                  |             |             |             |             |            |            |            |        |
| #       | Land             | Wedstrijden | Wedstrijden | Wedstrijden | Wedstrijden | Doelpunten | Doelpunten | Doelpunten | Punten |
| #       | Land             | G           | W           | G           | V           | V          | T          | Saldo      | Punten |
| 1       | Pakistan         | 5           | 2           | 3           | 0           | 15         | 6          | +9         | 9      |
| 2       | Nederland        | 5           | 2           | 2           | 1           | 11         | 8          | +3         | 8      |
| 3       | Duitsland        | 5           | 2           | 2           | 1           | 7          | 6          | +1         | 8      |
| 4       | Groot-Brittannië | 5           | 1           | 2           | 2           | 8          | 16         | -8         | 5      |
| 5       | Maleisië         | 5           | 0           | 4           | 1           | 5          | 6          | -1         | 4      |
| 6       | Canada           | 5           | 0           | 3           | 2           | 7          | 11         | -4         | 3      |

| Ronde          | Datum  | Plaats           | Land | Score      | Land |
| -------------- | ------ | ---------------- | ---- | ---------- | ---- |
| Groepsfase     |        |                  |      |            |      |
| 16 september   | Sydney | Canada           | 2-2  | Pakistan   |      |
| 18 september   | Sydney | Groot-Brittannië | 1-8  | Pakistan   |      |
| 21 september   | Sydney | Duitsland        | 1-1  | Pakistan   |      |
| 23 september   | Sydney | Maleisië         | 2-2  | Pakistan   |      |
| 26 september   | Sydney | Nederland        | 0-2  | Pakistan   |      |
| Halve finale   |        |                  |      |            |      |
| 28 september   | Sydney | Pakistan         | 0-1  | Zuid-Korea |      |
| Bronzen finale |        |                  |      |            |      |
| 30 september   | Sydney | Pakistan         | 3-6  | Polen      |      |

### Roeien
| Olympiër                       | Onderdeel              | Resultaat | Prestatie |
| ------------------------------ | ---------------------- | --------- | --- |
| Muhammad Akram                 | skiff (m)              | DNF       | serie 3: 6de in 7.54,71 herkansingen: 5de in 7.51,50 halve finale C/D: 5de in 7.45,12 finale D: niet gestart |
| Hazrat Islam Zahid Ali Pirzada | lichte dubbel-twee (m) | 17e       | serie 2: 5de in 7.13,62 herkansingen: 4de in 7.13,98 finale C: 5de in 6.52,12                                |

### Schietsport
| Olympiër     | Onderdeel | Resultaat | Prestatie                                           |
| ------------ | --------- | --------- | --------------------------------------------------- |
| Khurram Inam | skeet (m) | 23e       | kwalificatie: 23ste met 119 punten (25-23-24-23-24) |

### Zwemmen
| Olympiër           | Onderdeel            | Resultaat | Prestatie               |
| ------------------ | -------------------- | --------- | ----------------------- |
| Kamal Salman Masud | 100m vlinderslag (m) | 61e       | serie 1: 7de in 1.00,60 |

Albanië · Algerije · Amerikaanse Maagdeneilanden · Amerikaans-Samoa · Andorra · Angola · Antigua en Barbuda · Argentinië · Armenië · Aruba · Australië · Azerbeidzjan · Bahama's · Bahrein · Bangladesh · Barbados · België · Belize · Benin · Bermuda · Bhutan · Bolivia · Bosnië en Herzegovina · Botswana · Brazilië · Britse Maagdeneilanden · Brunei · Bulgarije · Burkina Faso · Burundi · Cambodja · Canada · Centraal-Afrikaanse Republiek · Chili · China · Chinees Taipei · Colombia · Comoren · Congo-Brazzaville · Congo-Kinshasa · Cookeilanden · Costa Rica · Cuba · Cyprus · Denemarken · Djibouti · Dominica · Dominicaanse Republiek · Duitsland · Ecuador · Egypte · El Salvador · Equatoriaal-Guinea · Eritrea · Estland · Ethiopië · Fiji · Filipijnen · Finland · Frankrijk · Gabon · Gambia · Georgië · Ghana · Grenada · Griekenland · Groot-Brittannië · Guam · Guatemala · Guinee · Guinee‑Bissau · Guyana · Haïti · Honduras · Hongarije · Hongkong · Ierland · IJsland · India · Indonesië · Irak · Iran · Israël · Italië · Ivoorkust · Jamaica · Japan · Jemen · Joegoslavië · Jordanië · Kaaimaneilanden · Kaapverdië · Kameroen · Kazachstan · Kenia · Kirgizië · Koeweit · Kroatië · Laos · Lesotho · Letland · Libanon · Liberia · Libië · Liechtenstein · Litouwen · Luxemburg · Macedonië · Madagaskar · Malawi · Malediven · Maleisië · Mali · Malta · Marokko · Mauritanië · Mauritius · Mexico · Micronesië · Moldavië · Monaco · Mongolië · Mozambique · Myanmar · Namibië · Nauru · Nederland · Nederlandse Antillen · Nepal · Nicaragua · Nieuw-Zeeland · Niger · Nigeria · Noord-Korea · Noorwegen · Oeganda · Oekraïne · Oezbekistan · Oman · Oostenrijk · Pakistan · Palau · Palestina · Panama · Papoea-Nieuw-Guinea · Paraguay · Peru · Polen · Portugal · Puerto Rico · Qatar · Roemenië · Rusland · Rwanda · Saint Kitts en Nevis · Saint Lucia · Saint Vincent en Grenadines · Salomonseilanden · Samoa · San Marino ·  Sao Tomé en Principe · Saoedi-Arabië · Senegal · Seychellen · Sierra Leone · Singapore · Slovenië · Slowakije · Soedan · Somalië · Spanje · Sri Lanka · Suriname · Swaziland · Syrië · Tadzjikistan · Tanzania · Thailand · Togo · Tonga · Trinidad en Tobago · Tsjaad · Tsjechië · Tunesië · Turkije · Turkmenistan · Uruguay · Vanuatu · Venezuela · Verenigde Arabische Emiraten · Verenigde Staten · Vietnam · Wit-Rusland · Zambia · Zimbabwe · Zuid-Afrika · Zuid-Korea · Zweden · Zwitserland · Individuele olympische atleten